# براندون ماكفيرسون
براندون ماكفيرسون (بالإنجليزية: Brandon McPherson)‏ هو لاعب كرة قدم بريطاني، ولد في 2 فبراير 2002 في سوليهل في المملكة المتحدة. لعب مع غريمسبي تاون.